# Carex breweri
Espèce
Classification phylogénétique
Carex breweri est une espèce de plantes du genre Carex et de la famille des Cyperaceae.